# Język nukuoro
Język nukuoro – język austronezyjski z grupy języków polinezyjskich, używany przez mieszkańców atolu Nukuoro oraz wyspy Pohnpei w archipelagu Karolinów w Mikronezji.